# Tiro de hélice
El tiro de hélice es una modalidad de tiro al vuelo (modalidades de tiro especiales practicadas con escopeta en canchas expresamente diseñadas, y que consiste en abatir un blanco vivo o inerte de modo que caiga en el interior de un área determinada).

## Descripción
Se trata de disparar sobre un blanco móvil inerte formado por un plato que está insertado en un soporte plástico provisto de dos aletas. Un motor eléctrico mantiene al conjunto girando y retenido en la máquina lanzadora. Cuando se pide la hélice la máquina deja libre el conjunto que se eleva describiendo una trayectoria aleatoria. Al disparar sobre la hélice el plato se rompe y se separa del material plástico que puede recuperarse.

Se utilizan las mismas armas y municiones que en el tiro de pichón y constituye un sustitutivo del mismo en muchos países donde ha quedado prohibido.

## Competiciones
Se realizan numerosas competiciones provinciales, autonómicas y nacionales. Existen 2 competiciones internacionales importantes:
- Campeonato de Europa
- Campeonato del Mundo

Los torneos y competiciones normalmente se clasifican según el gramaje de pólvora en los cartuchos usados en cada competición. Estos gramajes pueden ser: 24,28,32 y 36 gramos. La diferencia entre cada uno es por la cantidad de perdigones que tiene dentro cada cartucho,que es relativa a la cantidad de gramos de pólvora que contiene el cartucho.
El uso de cartuchos con menor gramaje que el especificado no se prohíbe,pero suele ser considerado una desventaja.